# محمد فاروق (لاعب كرة قدم)
محمد فاروق (10 سبتمبر 1978 في القاهرة) هو لاعب كرة قدم مصري دولي معتزل كان يلعب كمهاجم.

## روابط خارجية
- محمد فاروق على موقع اتحاد تركيا (لاعب) (الإنجليزية)
- محمد فاروق على موقع قاعدة بيانات كرة القدم.إي يو (الإنجليزية)
- محمد فاروق على موقع ناشيونال فوتبول تيمز (الإنجليزية)